# Helly Hansen
Helly Hansen — норвезький виробник одягу та спортивного спорядження, дочірня компанія канадської роздрібної мережі Canadian Tire. З моменту заснування в 1877 і до жовтня 2009 року штаб-квартира компанії знаходилася у місті Мосс, з 2009 вона знаходиться у Осло.

## Історія
Геллі Юель Гансен ходив у море з 14 років, і у 1877 році, у віці 35 років, він та його дружина Мерен Маргарет виробили перші куртки, зюйдвестки, штани та брезент із грубого льону, просоченого лляною олією. За перші п'ять років вони продали близько 10 тисяч виробів.
У 1878 компанія отримала диплом за видатні досягнення на Паризькій виставці та почала експортувати свою продукцію.
Після смерті Геллі Гансена у 1914, керівництво компанією перейшло до його сина Лейва Геллі-Гансена, досвідченого торговця.
У 1920-х роках було розроблено нову тканину, яку Хеллі-Хансен назвав «Linox».
Протягом наступних 30 років назва Linox перейшла до застосування назви ПВХ (полівінілхлорид).
Зміни для бренду відбулися 1949 року, коли було розроблено Helox. Лист напівпрозорого ПВХ-пластику, вшитий у водонепроникні пальта та шапки, став популярним товаром. Щомісяця робилося близько 30-ти тисяч пальт Helox. Plarex, міцніша версія Helox з тканинною основою, була розроблена для робочого одягу.
Fibrepile, який є ізоляційним шаром для носіння під водонепроникним одягом, був розроблений для ринку одягу для активного відпочинку та робочого одягу. Його використовували шведські лісоруби, які виявили, що він забезпечує ізоляцію від холоду та добре вентилюється під час важкої фізичної роботи у лісі.
Історія багатошаровості була завершена у 1970-х роках з розробкою LIFA. Поліпропіленове волокно, що використовується у LIFA, зберігало шкіру сухою та теплою, відводячи вологу від тіла, що зробило LIFA ідеальною тканиною для базового шару при використанні на відкритому повітрі. Так народилася тришарова система одягу, в якій LIFA прилягала до тіла, Fibrepile служив ізоляційним шаром, а дощовий одяг був захистом.
У 1970-х роках компанія розробила костюми виживання для нафтовиків, які працюють на шельфі у Північному морі. У 1980 була запущена система дихаючих водонепроникних тканин компанії під назвою Helly Tech. У одязі Helly Tech використовується як гідрофільна, так і мікропориста технології. Гідрофільні тканини мають вологолюбні молекулярні ланцюжки, які пропускають водяну пару назовні. Мікропористий одяг має крихітні пори, які дозволяють водяній парі виходити з тканини, не пропускаючи всередину краплі дощу.
Наприкінці 1990-х років, одяг Helly Hansen завоювала популярність серед міської молоді, особливо у північній частині Англії та серед хіп-хоп культури в США. Бренд набув масової популярності і тепер продається також в спортивних магазинах, а не тільки в магазинах туристичного та спеціалізованого одягу, як раніше.
У 2008 Helly Hansen розробила Odin, 3-шарову систему матеріалу, призначену для альпіністів. У тому ж році колекція Odin отримала нагороду Red Dot Design Award.
2012 року компанія представила технологію H2 Flow разом з курткою H2 Flow Jacket. H2 Flow Jacket дозволяє власнику регулювати температуру власного тіла.

## Акції компанії
До 1995 року компанія належала норвезькому конгломерату Orkla. У тому ж році Orkla продала 50 % акцій Helly Hansen компанії Resource Group International, яка у 1996 об'єдналася з Aker.
У 1997 компанія Investcorp придбала частку Aker і більшу частину Orkla, внаслідок чого їй належало 70 % акцій. Компанію було оцінено у 160 мільйонів доларів.
У жовтні 2006 Investcorp продала свою частку Helly Hansen компанії Altor Equity Partners, приватній інвестиційній компанії, що спеціалізується на інвестиціях у компанії, розташовані у Скандинавському регіоні.
У 2012 Altor продала 75 % акцій Helly Hansen Ontario Teachers' Pension Plan.
У 2015 Ontario Teachers' Pension Plan збільшив своє володіння компанією, придбавши акції Altor, що залишилися у цьому бізнесі.
У травні 2018 Ontario Teachers' Pension Plan продав Helly Hansen роздрібній компанії Canadian Tire за 985 мільйонів канадських доларів.

## Партнерство
У лютому 2011 року було оголошено про трирічну співпрацю з компанією Mountain Madness. Угода між компаніями передбачала, що Helly Hansen постачатиме всім гідам Mountain Madness «технічний одяг з ніг до голови», починаючи з сезону 2011 і до 2013.
У листопаді 2012 Helly Hansen уклала партнерство з Асоціацією лижників та сноубордистів США, ставши їх офіційним постачальником одягу. Гірськолижна команда США носила базовий одяг Helly Hansen під час змагань у Сочі.
Helly Hansen є офіційним спонсором NOOD Regatta Races з вітрильного спорту.
У липні 2015 компанія стала партнером з виробництва одягу для канадських команд з гірських та параальпійських лиж.